# 網張温泉
網張温泉（あみはりおんせん）は、岩手県岩手郡雫石町（旧国陸奥国、明治以降は陸中国）にある温泉。本項では併設されている網張温泉スキー場についても併せて説明する。

## 泉質
- 硫黄泉
  - 源泉温度73℃
  - 源泉は透明度のある白濁色を呈する

源泉は温泉地から2キロメートルほど離れた山中に存在する。

## 温泉街
十和田八幡平国立公園内、岩手山の南麓標高750メートルの地に、国民休暇村の「休暇村岩手網張温泉」が存在する。
周辺には、キャンプ場も存在する。スキー場の南には町営の日帰り入浴施設の「網張温泉ありね山荘」が存在する。
国民休暇村から山を入った源泉地付近に「仙女の湯」という混浴露天風呂が存在する。清掃協力金を払うことで入浴可能である。

## 歴史
岩手県内で最も古い温泉とされ、8世紀初期（和銅年間）に発見された。
古くは周辺は山岳信仰の対象とされた。江戸時代までは雫石川流域の山神の信奉者たちによって禁域とされ、勝手に入浴できないよう網が張られており、網張の名はこれに由来している。温泉発見時に山に棲んでいた怪物が岩を投げて人々に危害を及ぼそうとしたため、それを防ぐために温泉周辺に網を張ったという伝承に由来する、という説もある。
明治以降は一般にも開放され、1877年に、山中に存在している源泉から現在地まで引湯され、温泉地が開かれた。その後湯治場として賑わっていた。1886年の『日本鉱泉誌 3巻上』によれば、明治9年から13年の平均1年間の利用人数は840人であるとしている。
1948年8月15日、通称「バカヤロウ事件」が発生した。国立公園候補地の調査で現地入りした国立公園審議会の一行は、足が不自由な委員用の籠をトラックに乗せて網張温泉を目指した。しかし、県道は悪路の連続で、進退窮まってしまう。これに痺れを切らした委員の一人が運転手に「バカヤロウ」と怒鳴ったところ、後ろから籠を担ぐためについてきた青年たちは、偶然にトラックに追いついた所に怒鳴られた格好になった。これを青年たちは自分たちに向けられたと誤解し、全員下山してしまう。結局委員一行は徒歩で網張温泉まで移動、籠は村長や助役が担ぎ上げたが、意気消沈した一行の夕食はお通夜同然となってしまったという。この事件は、太平洋戦争後の混乱で県道が軍の書類上は自動車が通行可能のままとなっていたことも原因の一つであったとされ、この地区の国立公園指定が遅れる原因ともなったと言われる。
戦後は徐々に寂れていったため、1965年に国民休暇村が誘致された。

## 網張温泉スキー場

### ゲレンデ内の設備
- ペアリフト5本
- キッズエリア
- 非圧雪ゾーン

### ゲレンデ
すべてのコースにおいてスノーボード滑走可能
初心者(初級)コース
- 双子林間コース
- カラマツスロープ

中級コース
- 双子滑降コース
- 白樺スロープ
- トドマツスロープ

中・上級コース
- スラロームバーン
- ミズナラスロープ

### オープン時期
12月中旬から3月下旬まで滑走可能。

## 周辺
- 南網張ありね温泉